# Società Elettronucleare Italiana
Società Elettronucleare Italiana S.p.A. (SELNI S.p.A.) è stata un'azienda italiana che operava nel settore dell'energia nucleare costruendo centrali nucleari.

## Storia
È stata fondata a Roma il 21 dicembre 1955 e partecipata pariteticamente dai soggetti privati Edisonvolta, SADE, Romana, Selt-Valdarno e SGES, e dagli enti pubblici SME, SIP, Terni e Trentina (gruppo IRI-Finelettrica).
Nel 1956 firma con Westinghouse un accordo per l'acquisto di un impianto nucleare dotato di un reattore PWR a uranio arricchito e acqua pressurizzata che sviluppava 257 MW.
Sempre in quell'anno Finelettrica entra nel capitale sociale con il 15%.
Nel 1957 sposta la sua sede a Milano.
Nel luglio 1961 comincia i lavori per la costruzione della centrale nucleare di Trino Vercellese che verrà finita nel 1964 e intitolata a Enrico Fermi, costata 34 milioni di dollari, finanziati da IMI ed Eximbank.
Il 22 novembre 1988 venne liquidata.